# 三井村 (岐阜県)
三井村（みいむら）は、かって岐阜県稲葉郡にあった村である。
村名は、村内にある
御井神社の名による。
現在の各務原市稲羽地区の三井町、三井北町、三井東町、三井山町など。

## 歴史
- 江戸時代、この地域は各務郡に属し、旗本坪内氏領であった。

1869年（明治2年）の人口は361人
- 1889年（明治22年）7月1日 - 町村制により三井村が発足。
- 1897年（明治30年）4月1日[3] - 厚見郡、各務郡、方県郡の一部が合併し、稲葉郡となる。三井村は稲葉郡の村となる。
- 1897年（明治30年）4月1日 - 上戸村、大野村、小佐野村と合併し更木村が発足。同日三井村は廃止。

## 神社・仏閣
- 御井神社

## 史跡
- 三井城
- 三井山